# Список мурованих храмів у стилі українського бароко

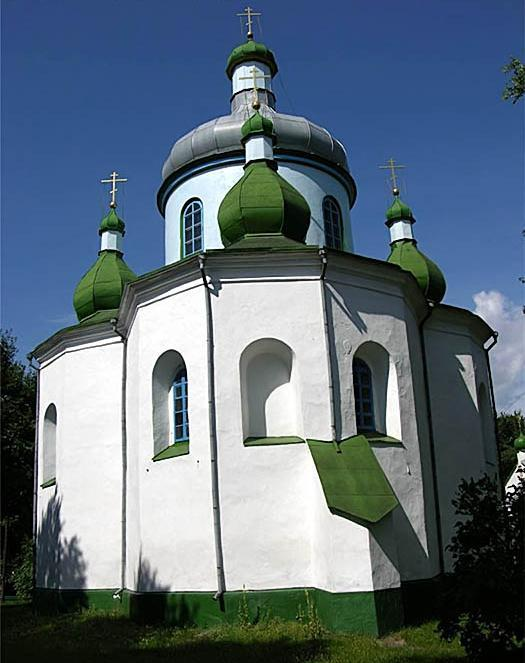
З XVII ст. на українських та російських теренах було поширене грушоподібне купольне покриття. Чотирьохпелюсткова церква оборонного типу в Олевську (1595 р.) теж отримала популярну у Наддніпрянщині грушоподібну баню.

Украї́нське баро́ко, або коза́цьке баро́ко — особливий архітектурний стиль, поширений у XVII–XVIII ст. головним чином у межах Гетьманщини. Він поєднав риси пізньоренесансного та барокового будівництва суміжних країн з виключно українськими формами народної храмової дерев'яної архітектури. Наприкінці XVII — у XVIII ст. місцева українська архітектура відчула значний вплив тодішнього російського бароко — спочатку наришкінського, а потім єлизаветинського[джерело?].
Храми стилю «українського бароко» будували різноманітних форм та розмірів. Переважали типові будівлі багатодільної багатобанної композиції (три- , п'яти-, семи- і дев'ятидільні, у формах дерев'яних церков), що відрізнялися лише декором. Відомі також великі чотирьох- та шестистовпні зальні багатобанні собори, маленькі безстовпні церкви та храми оригінальної, унікальної композиції.
Дуже часто древніші споруди отримували розкішне оздоблення в стилі «пишного козацького бароко».
У списку наведено всі відомі[джерело?] муровані храми в стилі українського бароко, як збережені, так і втрачені. Знищені споруди виділені сірим кольором. Перелік побудований за алфавітним порядком.

## Пам'ятки України
|  | Повністю втрачені споруди |

### Дніпропетровська область
| Назва                        | Місцерозташування                    | Час спорудження або перебудови | Примітки                                                                                            | Фото |
| ---------------------------- | ------------------------------------ | ------------------------------ | --------------------------------------------------------------------------------------------------- | ---- |
| Свято-Миколаївський храм     | Дніпропетровська область, Китайгород | 1757                           | Однобанний круглий храм.                                                                            |      |
| Свято-Успенський храм        | Дніпропетровська область, Китайгород | 1754                           | Тридільний п'ятибанний храм.                                                                        |      |
| Варварівська церква-дзвіниця | Дніпропетровська область, Китайгород | 1756–1796                      | Об'єднує риси церкви, дзвіниці та оборонної вежі. Зведена за ініціативою Павла Єфремовича Семенова. |      |

### Донецька область
| Назва                                 | Місцерозташування             | Час спорудження або перебудови | Примітки                        | Фото |
| ------------------------------------- | ----------------------------- | ------------------------------ | ------------------------------- | ---- |
| Микільська церква Святогірської лаври | Донецька область, Святогірськ | 1680-ті                        | Частково перебудована в 1851 р. |      |

### Кіровоградська область
| Назва            | Місцерозташування                    | Час спорудження або перебудови | Примітки | Фото |
| ---------------- | ------------------------------------ | ------------------------------ | --- | ---- |
| Іллінська церква | Кіровоградська область, Новомиргород | 1786                           | Хрещатий однобанний храм. Стиль перехідний між українським бароко та класицизмом. Найстаріша пам'ятка архітектури області. |      |

### Київ
| Назва                                                                          | Місцерозташування      | Час спорудження або перебудови  | Примітки | Фото |
| ------------------------------------------------------------------------------ | ---------------------- | ------------------------------- | --- | ---- |
| Церква Василя Великого (Трьохсвятительська)                                    | Київ, місто Володимира | 1693–1707                       | Верхня частина давньоруського храму була повністю перебудована на кошти В.Кочубея. До свого знищення в 1935 р. церква мала вигляд тридільної споруди з однією масивною банею. Приділ та дзвіниця були збудовані в XVIII–XIX ст. При руйнуванні церкви був знищений іконостас другої половини XVIII ст. |      |
| Софійський собор                                                               | Київ, місто Ярослава   | Межа XVII–XVIII ст.             | Перебудована І.Мазепою власним коштом. Бічні галереї древнього храму надбудовані та увінчані шістьма новими банями. Зведені барокові фронтони та контрфорси. Заново зроблено оздоблення храму. Іконостас — середини XVIII ст., зберігся частково. Окремо розташована дзвіниця — 1698–1748 рр., із її дзвонів до нашого часу зберігся лише «Мазепа».                                                                                          |      |
| Софійська церква («Мала Софія»)                                                | Київ, місто Ярослава   | 1722–1730                       | Трапезна однобанна двоповерхова церква. Дуже перебудована в XIX — на початку XX ст., в 1950-ті рр. реконструйована в первісних формах. |      |
| Собор Михаїла Архангела Михайлівського Золотоверхого монастиря                 | Київ, місто Ярослава   | Кін. XVII ст., 1715–1746        | Стародавній однобанний храм перебудований наприкінці XVII ст. у п'ятибанний, потім в XVIII ст. — в семибанний (з елементами єлизаветинського бароко). Додані фронтони, притвори, приділи, контрфорси. Триярусна дзвіниця — 1716–1719 рр., оздоблення собору — середини XVIII ст., іконостаси — 1718 р., 1732 р., початку XIX ст.. Собор та дзвіниця повністю знищені в 1935–1937 рр., в новітні часи відтворені у барокових формах XVIII ст. |      |
| Церква Іоанна Богослова Михайлівського Золотоверхого монастиря                 | Київ, місто Ярослава   | 1713                            | Однобанний храм з великою одноповерховою трапезною. В радянські часи знаходилась в дуже занедбаному стані. |      |
| Церква Георгія Переможця                                                       | Київ, місто Ярослава   | 1744–1752                       | Збудована на кошти Єлизавети Петрівни. Первісно це був хрестоподібний дев'ятидільний однобанний храм. Наприкінці XIX ст. церква була повністю перебудована у псевдовізантійському стилі. Храм був знищений у 1934 р. разом із іконостасом другої половини XVIII ст. |      |
| Благовіщенська церква                                                          | Київ, Поділ            | Кін. XVII — поч. XVIII ст.      | Трапезна двоповерхова однобанна церква. Перебудована наприкінці XVII — на початку XVIII ст. з храму 1640-х рр. Перебудова відбулась на кошти І.Мазепи. У радянські часи була дуже пошкоджена, у новітній час відтворена з численними помилками. |      |
| Богоявленський собор Київського Братського монастиря                           | Київ, Поділ            | 1690–1693                       | Великий зальний тринавний п'ятибанний храм. Збудований російським архітектором Й. Старцевим на кошти І. Мазепи. Триярусна класицистична дзвіниця — XVIII–XIX ст. Собор та дзвіниця знищені в 1935 р. |      |
| Вознесенський собор Флорівського монастиря                                     | Київ, Поділ            | 1722–1732                       | Великий трибанний тридільний триапсидний храм. Класицистична дзвіниця — XIX ст. |      |
| Воскресенська церква                                                           | Київ, Поділ            | 1670(?), 1698                   | Збудована М. Греком в 1670 р. за іншими даними — М. Рудзинським у 1698 р. Хрещатий п'ятидільний п'ятибанний храм. У XVIII–XIX ст. перебудовувався, були знищені бічні бані, фасади отримали оздоблення в дусі єлизаветинського бароко. Дзвіниця — початку XIX ст. Церква знищена в радянські часи. |      |
| Борисоглібська церква                                                          | Київ, Поділ            | 1692                            | Закладена на гроші полковника Г. Коровки-Вольського. Тридільний храм з однією масивною банею. Перебудовувалась протягом XVIII–XIX ст. Знищена в 1936 р. |      |
| Церква святих Костянтина та Єлени (Дмитрівська)                                | Київ, Поділ            | 1734                            | Побудована коштом бургомістра Гордія Минцевича. В 1747—1757 рр. І. Григорович-Барський прибудував трапезну та дзвіницю. Сама церква капітально перебудована в 1865 р. Більша частина храму знищена в радянські часи. |      |
| Церква Миколи Чудотворця Доброго                                               | Київ, Поділ            | 1706–1716                       | Не зберігся. Збудований заново у формах класицизму до 1810 р. Цей новий храм знищений в 1935 р. До нашого часу збереглась невелика шатрова дзвіниця початку XVIII ст., нині її займає Українська греко-католицька церква парафія. |      |
| Церква Іллі Пророка                                                            | Київ, Поділ            | 1692                            | Тридільний однобанний храм. Збудований коштом П. Гудими. Фасади дуже сильно спотворені наприкінці XIX ст. Невелика шатрова дзвіниця храму збудована на початку XVIII ст. |      |
| Церква Катерини Грецького Катерининського монастиря                            | Київ, Поділ            | 1738–1741                       | Знищена в радянський час, зараз не існує. Класицистична дзвіниця храму, збудована на початку XIX ст., була відтворена 1995 року. |      |
| Церква Миколи Чудотворця Набережного                                           | Київ, Поділ            | 1772–1775                       | Архітектор — І. Григорович-Барський. |      |
| Церква Миколи Чудотворця Притиска                                              | Київ, Поділ            | 1695–1707                       | Перебудована з хрестоподібного храму 1640-х рр. в дев'ятидільний однобанний. Дзвіниця — XIX ст. |      |
| Церква Покрови на Подолі                                                       | Київ, Поділ            | 1766–1772                       | Невеликий тридільний трибанний храм з низькою дзвіницею та пізньою трапезною. Побудована І. Григоровичем-Барським. |      |
| Церква Петра і Павла                                                           | Київ, Поділ            | 1745–1750                       | Перебудована з пізньоготичного домініканського костелу 1600-х рр. Двоярусна дзвіниця побудована І. Григоровичем-Барським. Церква та дзвіниця знищені в 1935 р. |      |
| Церква Спаса на Берестові                                                      | Київ, Печерськ         | 1647, кінець XVII ст.           | Древній тринавний храм перебудований П. Могилою в хрещатий триапсидний в 1640—1647 рр. Наприкінці XVII ст. церква оформлена в стилі українського бароко. Дзвіниця — початку XIX ст. |      |
| Церква Антонія та Феодосія Печерських                                          | Київ, Печерськ.        | 1698–1700                       | Великий тридільний трибанний храм. |      |
| Воскресенська церква («Афганська»)                                             | Київ, Печерськ.        | 1696–1698                       | Невеликий однобанний храм, збудований полковником К. Мокієвським. Дзвіниця — 1860—1863 рр. |      |
| Успенський собор Києво-Печерської лаври                                        | Київ, Печерськ.        | 1669–1677, 1722–1729, 1767–1769 | Древній собор був дуже сильно перебудований, додані приділи, паперті, зведені шість нових бічних бань, наново зроблено внутрішнє та зовнішнє оздоблення. Елементи єлизаветинського бароко. Собор майже повністю загинув у 1941 р.; нині він відтворений у вигляді, який він набув у XVIII ст. |      |
| Троїцька Надбрамна церква Києво-Печерської лаври                               | Київ, Печерськ.        | 1720-ті                         | Давньоруський храм перероблений ззовні. В 1730-ті рр. зроблені розписи та розкішний іконостас. |      |
| Церква Всіх Святих над Економічною брамою Києво-Печерської лаври               | Київ, Печерськ.        | 1690-ті                         | Надбрамна п'ятидільна п'ятибанна церква із внутрішньою галереєю. Побудована російським майстром Д. Аксамитовим на гроші І. Мазепи. Іконостас — 1740-х рр. |      |
| Трапезна церква Петра і Павла Києво-Печерської лаври                           | Київ, Печерськ.        | 1684–1694                       | Двоповерхова однобанна трапезна церква. Втрачена. В 1893—1895 рр. побудована сучасна будівля храму в еклектичному стилі. |      |
| Хрестовоздвиженська церква Києво-Печерської лаври                              | Київ, Печерськ.        | 1697–1700                       | Тридільний трибанний храм. Побудована полковником П.Герциком замість невеликої мурованої каплиці часів П.Могили. Іконостас 1769 р., розписи кінця XIX ст. |      |
| Церква Різдва Богородиці Києво-Печерської лаври                                | Київ, Печерськ.        | 1696                            | Первісно це був тридільний трибанний храм, збудований коштом полковника К.Мокієвського. В 1767 р. прибудовані чотири однобанні приділи. |      |
| Церква Зачаття Анни Києво-Печерської лаври                                     | Київ, Печерськ.        | 1679                            | Невелика однобанна трапезна церква. Спотворена пізнішими перебудовами. |      |
| Церква святого Миколи Києво-Печерської лаври                                   | Київ, Печерськ.        | Кінець XVII ст.                 | Невеликий однобанний храм при лікарняному корпусі. Прибудови XVIII—XIX ст. Під час війни церква була дуже пошкоджена. |      |
| Собор Миколи Чудотворця (Військовий) Микольського монастиря («Великий Микола») | Київ, Печерськ         | 1690–1696                       | Збудований Й. Старцевим на кошти І. Мазепи. Великий зальний тринавний храм з п'ятьма низькими банями. Окремо розташована масивна триярусна дзвіниця в стилі єлизаветинського бароко — 1750-х рр. Собор та дзвіниця знищені в 1934 р., загинув унікальний семиярусний іконостас 1696 р. |      |
| Трапезна церква Микільського монастиря                                         | Київ, Печерськ         | 1690–1693                       | Побудована Й.Старцевим на кошти І.Мазепи. Однобанний храм з одноповерховою трапезною палатою. Баня церкви знищена ще в XIX ст. Храм ліквідований в 1934 р., остаточно знесений — в 1962 р. |      |
| Собор Миколи Чудотворця Миколо-Пустинського монастиря («Малий Микола»)         | Київ, Печерськ         | 1715                            | Збудований князем Д. Голіциним. Тридільний однобанний храм, у XIX в. прибудовані приділи та дзвіниця. Знищений у 1935 р. |      |
| Церква Михаїла Архангела Видубицького монастиря                                | Київ, Видубичі         | 1766–1769                       | Перебудову давньоруського храму, що зруйнувався від зсуву ґрунту, здійснив архітектор М. Юрасов. |      |
| Георгіївський собор Видубицького монастиря                                     | Київ, Видубичі         | 1696–1701                       | Дев'ятидільний п'ятибанний храм, побудований на кошти полковника М. Миклашевського. П'ятиярусний іконостас 1701 р. був знищений у 1930-ті рр. Надвратна дзвіниця собору збудована в 1727–1733 рр. і перебудована в XIX ст. |      |
| Спасо-Преображенська церква Видубицького монастиря                             | Київ, Видубичі         | 1696–1701                       | Трапезна однобанна церква, побудована полковником М.Миклашевським. |      |
| Церква Кирила Олександрійського Кирилівського монастиря                        | Київ, Дорогожичі       | 1734, 1748–1760                 | Древній храм перебудовувався за участю видатних архітекторів С.Ковніра та І.Григоровича-Барського. Давньоруський однобанний храм перебудований у п'ятибанний із заміною первісних склепінь. |      |
| Троїцька церква Китаївської пустині                                            | Київ, Китаїв           | 1755–1767                       | Великий дев'ятидільний п'ятибанний храм, дещо перебудований в XIX ст. Багатоярусна класицистична дзвіниця знищена за радянських часів. |      |

### Київська область
| Назва                                                  | Місцерозташування               | Час спорудження або перебудови | Примітки | Фото |
| ------------------------------------------------------ | ------------------------------- | ------------------------------ | --- | ---- |
| Покровська церква                                      | Київська область, Сулимівка     | 1622–1629                      | Мабуть це найдавніша з усіх церков традиційної композиції козацького бароко. Тридільний однобанний храм з пізньою дзвіницею. Збудований гетьманом І. Сулимою.                                                                              |      |
| Церква Архангела Михаїла                               | Київська область, Переяслав     | 1660-ті                        | Невелика зальна церква із дзвіницею, має пізні прибудови. |      |
| Вознесенський собор Вознесенського монастиря           | Київська область, Переяслав     | 1695–1700                      | Великий хрещатий дев'ятидільний однобанний храм, збудований на кошти І.Мазепи. Окремо розташована триярусна дзвіниця — другої половини XVIII ст.                                                                                           |      |
| Покровська церква                                      | Київська область, Переяслав     | 1704–1709                      | Семидільний трибанний храм. Збудована на кошти полковника І. Мировича. Знищений в радянські часи. |      |
| Успенська церква                                       | Київська область, Баришівка     | 1-ша пол. XVIII ст.            | Тридільний однобанний храм з пізніми прибудовами. Храм мав сучасну йому окремо розташовану невелику шатрову дзвіницю. Церква та дзвіниця знищені в 1930-ті рр.                                                                             |      |
| Спасо-Преображенський собор Межигірського монастиря    | Київська область, Нові Петрівці | 1676–1690                      | Побудований патріархом всеросійським Іоакімом (Савеловим). Первісно це був зальний шестистовпний п'ятибанний храм з низькою одноповерховою папертю з усіх боків. В 1810-ті рр. він був перебудований в стилі класицизм. Знищений в 1936 р. |      |
| Петропавлівська церква Межигірського монастиря         | Київська область, Нові Петрівці | 1772–1774                      | Трапезна двоповерхова однобанна церква із триярусною дзвіницею над західною частиною, побудована І. Григоровичем-Барським на кошти П. Калнишевського. Поєднувала риси українського та єлизаветинського бароко. Знищена в 1936 р.           |      |
| Собор Антонія та Феодосія Печерських                   | Київська область, Васильків     | 1755–1758                      | Великий зальний тринавний п'ятибанний храм з елементами єлизаветинського бароко. Побудований зодчим С. Ковніром. |      |
| Микільська церква                                      | Київська область, Біла Церква   | 1706–1711                      | Частину храму було зруйновано. Згідно з планом, це був великий трипрестольний храм. На частині фундаменту збудовано неокласичний собор Преображення Господнього.                                                                           |      |
| Спасо-Преображенська церква Преображенського монастиря | Київська область, Нещерів       | 1794                           | Однобанна церква з прямокутним корпусом. |      |

### Полтавська область
| Назва                                                       | Місцерозташування                    | Час спорудження або перебудови | Примітки | Фото |
| ----------------------------------------------------------- | ------------------------------------ | ------------------------------ | --- | ---- |
| Спасо-Преображенська церква                                 | Полтавська область, Великі Сорочинці | 1728–1734                      | Хрещатий дев'ятидільний п'ятибанний (до XIX ст. дев'ятибанний) храм, побудований С. Ковніром на кошти гетьмана Д. Апостола. П'ятиярусний іконостас — 1730-х рр. Усипальниця родини гетьмана. |      |
| Спасо-Преображенський собор Мгарського монастиря            | Полтавська область, Мгар             | До 1692                        | Побудований на кошти гетьманів І. Самойловича та І. Мазепи. Великий зальний тринавний храм, первісно — семибанний, з XVIII ст. — п'ятибанний. Окремо розташована багатоярусна дзвіниця освячена в 1785 р. На жаль, його величезний бароковий іконостас 1762–1765 рр. був знищений за радянських часів. |      |
| Собор Різдва Богородиці                                     | Полтавська область, Пирятин          | 1781                           | Зведений на замовлення полкового осавула А. М. Ільченка. Одноярусний тридільний храм. |      |
| Хрестовоздвиженський собор Хрестовоздвиженського монастиря  | Полтавська область, Полтава          | 1689–1709                      | Великий зальний тринавний семибанний храм, збудований родиною Кочубеїв. Постраждав під час війни. Ярусна дзвіниця собору освячена в 1786 р. Оздоблення та чотирьох'ярусний іконостас 1772 р. втрачені за радянських часів.                                                                             |      |
| Троїцька церква Хрестовоздвиженського монастиря             | Полтавська область, Полтава          | 1750                           | Однобанний трапезний храм. Перебудовувався, нині відтворені первісні форми. |      |
| Вознесенська церква Пушкарівського Вознесенського монастиря | Полтавська область, Полтава          | 1762                           | Безбаштовий тетраконх. Закинута у радянський період та відновлена у 2000-х рр. |      |
| Успенський собор                                            | Полтавська область, Полтава          | 1749–1770                      | Зальний тринавний п'ятибанний храм. Прибудови XIX ст. Дзвіниця збудована окремо від собору в стилі класицизм у 1776–1801 рр. Собор знищений в 1938 р., окрім дзвіниці; нині він відтворений з деякими викривленнями.                                                                                   |      |
| Успенська церква                                            | Полтавська область, Лютенька         | 1686                           | Хрещатий дев'ятидільний п'ятибанний храм, зведений на кошти полковника М. Бороховича. П'ятиярусний іконостас втрачений ще в 1930-ті рр. Сама церква впала в 1973 р., згодом її руїни були розібрані.                                                                                                   |      |

### Сумська область
| Назва                                                             | Місцерозташування             | Час спорудження або перебудови | Примітки | Фото |
| ----------------------------------------------------------------- | ----------------------------- | ------------------------------ | --- | ---- |
| Церква Миколи Чудотворця                                          | Сумська область, Глухів       | 1693–1695                      | Дводільний двобанний храм із наришкінським декором. Зведений зодчим М.Єфимовим на кошти полковника В.Ялоцького. Притвор та дзвіниця — XIX ст. П'ятиярусний іконостас середини XVIII ст. був знищений за радянських часів.                                                                  |      |
| Церква Михаїла Архангела                                          | Сумська область, Глухів       | 1692                           | Збудована майстром М. Єфимовим. Знесена після пожежі 1784 р. |      |
| Троїцький собор                                                   | Сумська область, Глухів       | 1720–1805                      | Закладений І. Скоропадським, добудовувався А. Квасовим та ін. на численні пожертви, у тому числі царські. Це був великий базилікальний хрещатий трибанний храм, з елементами пізнього бароко та класицизму. Собор знищений в 1962 р. (багатоярусна класицистична дзвіниця — ще в 1929 р.). |      |
| Анастасіївська «Гетьманська» церква                               | Сумська область, Глухів       | 1717                           | Маленький безбанний зальний храм, зведений на кошти І. Скоропадського. Перебудовувався, знищений у 1896 р.. |      |
| Церква Різдва Пресвятої Богородиці на Веригині                    | Сумська область, Глухів       | 2-га пол. VIII ст.             | Тридільний трибанний храм. Поруч триярусна дзвіниця 1803 року. Знищений із дзвіницею у 1930-х р. |      |
| Трьохсвятительська церква                                         | Сумська область, Глухів       | 1767–1780                      | Хрещатий тридільний однобанний храм. Зруйнований у 1930-х рр. |      |
| Петропавлівський собор Глухівсько-Петропавлівського монастиря     | Сумська область, Будища       | 1695–1697                      | Тридільний трибанний храм, декор — в дусі наришкінського бароко. Побудований російським архітектором М.Єфимовим на замовлення Дмитра Туптала. Знищений в 1930 p. |      |
| Церква Михаїла Архангела Глухівсько-Петропавлівського монастиря   | Сумська область, Будища       | 1712                           | Надбрамний тридільний трибанний храм. Наприкінці XVIII ст. баня над нартексом розібрана і замість неї зведена масивна дзвіниця. Після війни церква поступово розбиралась на будівельні матеріали, залишились лише жалюгідні рештки.                                                        |      |
| Покровський собор                                                 | Сумська область, Охтирка      | 1753–1762                      | Великий тридільний трибанний храм, суміш елементів українського то єлизаветинського бароко. Архітектори — князь Д. Ухтомський та С. Дудинський. Дзвіниця — 1770-х рр. |      |
| Успенський собор                                                  | Сумська область, Охтирка      | 1728–1738                      | Чотирьохстовпний храм з однією масивною банею. Дзвіниця — XIX ст. Знищений в радянські часи. |      |
| Троїцький собор Троїце-Охтирського монастиря                      | Сумська область, Чернеччина   | 1724–1727                      | Зведений коштом Т. Надаржинського. Тридільний трибанний храм із ярусними банями, в російсько-українському стилі. Прибудови 1842 р., ярусна дзвіниця — XVIII–XIX ст. Собор постраждав під час війни, після неї розібраний на будівельні матеріали (крім дзвіниці).                          |      |
| Воскресенська церква                                              | Сумська область, Суми         | 1702                           | Двоповерховий тридільний трибанний храм. Декор в стилі наришкінського бароко. Первісна шатрова дзвіниця не збереглась. Сучасна, окремо розташована дзвіниця побудована на початку XX ст. в наближеному до храму стилі.                                                                     |      |
| Покровська церква                                                 | Сумська область, Суми         | 1783–1790                      | Семидільний трибанний храм з бароковими та класицистичними елементами. Ярусна дзвіниця в стилі класицизм освячена в 1821 р. Церква та дзвіниця знищені в радянські часи. |      |
| Собор Різдва Богородиця Харлампіївського Гамаліївського монастиря | Сумська область, Гамаліївка   | 1710-ті — 1735                 | Хрещатий дев'ятидільний п'ятибанний храм, зведений коштом І. Скоропадського. Дзвіниця XVIII–XIX ст. знищена в 1960-ті рр.. |      |
| Харлампіївська церква Харлампіївського Гамаліївського монастиря   | Сумська область, Гамаліївка   | 1714                           | Невелика трапезна церква. Спотворена в радянські часи, не відтворена досі. Колись в церкві була фамільна гробниця Скоропадських. |      |
| Собор Різдва Богородиці                                           | Сумська область, Конотоп      | 1732–1739                      | Тридільний храм з однією масивною банею. Збудований коштом Г. Ніжинського та І. Вакуленко. В 1886 р. перебудований в псевдовізантійському стилі. Знищений в 1930-ті рр. |      |
| Собор Різдва Богородиці                                           | Сумська область, Кролевець    | 1742–1749                      | Побудований коштом сотника кролевецького Г. Огієвського та священика Я. Маковського. Тридільний трибанний храм, дзвіниця 1829–1830 рр., прибудови — XIX ст. Знищений в радянські часи. |      |
| Успенський собор                                                  | Сумська область, Лебедин      | 1770–1797                      | Це був унікальний двоповерховий храм, з елементами класицизму. Нижня церква — чотирьохстовпна базилікальна, верхня — тридільна трибанна. Класицистична дзвіниця — XIX ст. Собор та дзвіниця знищені в 1939 р.                                                                              |      |
| Спасо-Преображенська церква                                       | Сумська область, Мала Ворожба | 1752–1770                      | Тридільний трибанний храм в мішаному стилі українського та єлизаветинського бароко. |      |
| Успенська церква                                                  | Сумська область, Межиріч      | 1759–1772                      | Хрещатий однобанний храм з притвором. Дещо постраждав в радянські часи; втрачений п'ятиярусний іконостас 1770-х рр. |      |
| Собор Зішестя Святого Духа                                        | Сумська область, Ромни        | 1742–1746                      | Тридільний трибанний храм. |      |
| Церква Архангела Михаїла                                          | Сумська область, Вороніж      | 1776–1781                      | Хрещатий однобанний храм із триярусною дзвіницею. |      |
| Миколаївська церква                                               | Сумська область, Старе Село   | 1750-ті                        | Тридільний однобанний храм із двоярусною дзвіницею. Церква зруйнована у 1930-х рр. |      |
| Церква Миколи Козацького                                          | Сумська область, Путивль      | 1735–1737                      | Двоярусний тридільний храм. Дзвіниця прибудована у 1770. |      |

### Харківська область
| Назва                                            | Місцерозташування             | Час спорудження або перебудови | Примітки | Фото |
| ------------------------------------------------ | ----------------------------- | ------------------------------ | --- | ---- |
| Покровський собор Покровського монастиря         | Харківська область, Харків    | 1689                           | Двоповерховий тридільний трибанний храм з папертю та шатровою дзвіницею. Його архітектура — яскравий приклад козацького бароко.                                                                                               |      |
| Церква Миколи Чудотворця                         | Харківська область, Харків    | 1764–1770                      | Тридільний трибанний храм. Знищена в 1886 р. |      |
| Троїцька церква                                  | Харківська область, Харків    | 1758–1764                      | Первісно це був невеликий тридільний двобанний храм з дзвіницею з заходу. Оздоблення — в наришкінському стилі. Храм став жертвою варварської «реставрації» 1850-х рр. в дурному, «тонівському» стилі. Він фактично втрачений. |      |
| Церква Різдва Христового                         | Харківська область, Харків    | 1783                           | П'ятибанний п'ятидільний храм з елементами провінційного бароко. Прибудови — XIX ст. Знищена в радянські часи. |      |
| Покровська церква                                | Харківська область, Вільшанка | 1769                           | Тридільний храм з однією двоярусною масивною банею, в російсько-українському стилі. Знищена за радянських часів. |      |
| Спасо-Преображенський собор                      | Харківська область, Ізюм      | 1681                           | П'ятидільний п'ятибанний храм. Був спотворений перебудовою 1902–1903 рр., в 1950-ті р. реконструйований. За радянських часів втрачений іконостас 1765 р.                                                                      |      |
| Церква Георгія Переможця Курязького монастиря    | Харківська область, Куряжанка | Кін. XVII ст. — 1709           | Двоповерховий однобанний трапезний храм. Знищений за радянських часів |      |
| Спасо-Преображенський собор Курязького монастиря | Харківська область, Куряжанка | 1762                           | П'ятибанний (з XIX ст. трибанний) храм. Спотворений за радянських часів, донині не відбудований. Дзвіниця XVIII ст. знищена.                                                                                                  |      |
| Онуфріївська церква Курязького монастиря         | Харківська область, Куряжанка | 1750–1753                      | Хрещатий однобанний храм. Знищений за радянських часів. |      |
| Вознесенський собор Хорошівського монастиря      | Харківська область, Хорошеве  | 1754–1759                      | Тридільний трибанний храм з ярусними банями. В 1835–1837 рр. додатковими прибудовами перетворений в п'ятидільний п'ятибанний. Декор в дусі московського бароко. Знищений за радянських часів.                                 |      |
| Успенська церква                                 | Харківська область, Балаклія  | Кін. VIII ст.                  | Однобанний храм з окремою дзвіницею. Зруйнований у 1948 р. |      |

### Черкаська область
| Назва                                                 | Місцерозташування                        | Час спорудження або перебудови | Примітки | Фото |
| ----------------------------------------------------- | ---------------------------------------- | ------------------------------ | --- | ---- |
| Спасо-Преображенська церква Красногірського монастиря | Черкаська область, поблизу м. Золотоноша | 1767–1771                      | Тридільний трибанний храм, зведений І. Григоровичем-Барським. Декор — в дусі єлизаветинського бароко. Напівзруйнований в 1930-ті рр. та під час війни. Реконструйований в 1960-ті рр. |      |
| Церква Іллі Пророка                                   | Черкаська область, Суботів               | Бл. 1653                       | Невеликий зальний храм, містить в собі риси барокової архітектури та сарматського стилю. Збудований Богданом Хмельницьким. Дзвіниця — XIX ст.                                         |      |

### Чернігівська область
| Назва                                                            | Місцерозташування                         | Час спорудження або перебудови | Примітки | Фото |
| ---------------------------------------------------------------- | ----------------------------------------- | ------------------------------ | --- | ---- |
| Церква Георгія Переможця Георгіївського монастиря                | Чернігівська область, Данівка             | 1741–1754                      | Тридільний трибанний трьохапсидний храм. |      |
| Церква Миколи Чудотворця                                         | Чернігівська область, Козелець            | 1784                           | Хрещатий однобанний трьохапсидний храм. Побудований К. М. Тарах-Тарловським. |      |
| Собор Різдва Богородиці                                          | Чернігівська область, Козелець            | 1752–1763                      | Побудований А. В. Квасовим та І. Г. Григоровичем-Барським на гроші графині Н.Разумовскої. Велика п'ятибанна споруда з елементами єлизаветинського бароко, чотирьох'ярусна дзвіниця зведена одночасно із самим храмом. Оздоблення, іконостас — 1760-х рр. |      |
| Успенський собор                                                 | Чернігівська область, Новгород-Сіверський | Межа XVII–XVIII ст.            | П'ятибанний дев'ятидільний храм, класицистична дзвіниця — XIX ст. |      |
| Петропавлівська церква Спасо-Преображенського монастиря          | Чернігівська область, Новгород-Сіверський | Прибл. сер. XVII ст.           | Хрещатий однобанний трапезний храм. |      |
| Спасо-Преображенський собор Спасо-Преображенського монастиря     | Чернігівська область, Новгород-Сіверський | До 1678                        | Давньоруський храм перебудований, проте він не зберігся до нашого часу. На його місці архітектор Кваренгі в 1791–1806 рр. збудував нинішній собор в класицистичному стилі. |      |
| Воскресенська церква                                             | Чернігівська область, Новгород-Сіверський | 1707                           | Первісно — зальна тридільна однобанна церква. Перебудовувалась, знищена в 1930-ті рр. |      |
| Хрестовоздвиженська церква                                       | Чернігівська область, Новгород-Сіверський | 1715                           | Тридільна однобанна церква з елементами петровського бароко. Перебудовувалась, знищена в 1930-ті рр. |      |
| Богоявленська церква                                             | Чернігівська область, Ніжин               | 1721                           | Перебудовувалась, в радянські часи спотворена. |      |
| Церква Михаїла Архангела                                         | Чернігівська область, Ніжин               | 1719–1729                      | Невеликий тридільний однобанний храм. Одна з трьох грецьких церков міста. |      |
| Троїцька церква                                                  | Чернігівська область, Ніжин               | 1727–1733                      | Невеликий хрестоподібний однобанний храм. Після перебудов у 1830-ті рр. отримав риси класицизму. Одна з трьох грецьких церков міста. |      |
| Покровська церква                                                | Чернігівська область, Ніжин               | 1757–1765                      | Однобанний тетраконховий храм. Дзвіниця — XIX ст. |      |
| Введенська церква Введенського монастиря                         | Чернігівська область, Ніжин               | 1775–1778                      | Однобанний храм. Дзвіниця — XIX ст. |      |
| Спасо-Преображенська церква                                      | Чернігівська область, Ніжин               | 1757                           | Хрещатий трибанний храм, дуже постраждав під час війни і після неї, відбудовується. |      |
| Воскресенський собор Благовіщенського монастиря                  | Чернігівська область, Ніжин               | 1702–1716                      | Великий п'ятибанний храм, збудований під впливом російської архітектури зодчим Г. Устіновим. Фасади перероблені на початку XIX ст. в стилі класицизму. |      |
| Собор Миколи Чудотворця                                          | Чернігівська область, Ніжин               | 1655–1658                      | Великий хрещатий дев'ятидільний п'ятибанний храм. У пізні часи був дуже спотворений ззовні. Значна частина зовнішнього оздоблення реконструйована гіпотетично. Його розкішний п'ятиярусний іконостас 1730-х рр. знищений в радянські часи |      |
| Свято-Хресто-Воздвиженська церква                                | Чернігівська область, Ніжин               | 1775                           | Однобанний храм. Усипальниця Петра Розумовського. Тепла церква з дзвіницею прибудована 1860 р. |      |
| Пантелеймоно-Василівська церква                                  | Чернігівська область, Ніжин               | 1788                           | Тридільний однобанний храм. |      |
| Церква Іоана Богослова                                           | Чернігівська область, Ніжин               | 1752 (освячення)               | Центричний храм. Двоярусний. За об'ємно-просторовим вирішенням належить до різновиду тетраконхових будівель. |      |
| Спасо-Преображенський собор                                      | Чернігівська область, Прилуки             | 1705–1720                      | П'ятибанний дев'ятидільний храм. Збудований коштом полковника Г. Галагана. |      |
| Церква Миколи Чудотворця                                         | Чернігівська область, Прилуки             | 1705–1720                      | Зальна церква з подовженою вівтарною частиною та дзвіницею над основним об'ємом. Збудована коштом полковника Г. Галагана. |      |
| Церква Михаїла Архангела                                         | Чернігівська область, Полонки             | Бл. 1720                       | Первісно — тридільна церква з однією масивною банею. Зведена коштом О. Шила. В 1760–1770-ті рр. збудовані бічні бані над нартексом та апсидою. |      |
| Троїцький собор Густинського монастиря                           | Чернігівська область, Густиня             | 1674–1675                      | П'ятибанний хрещатий девяти'дільний храм, збудований коштом гетьмана І. Самойловича. Чотирьох'ярусний іконостас початку XVIII ст. знищений в радянські часи |      |
| Успенська церква Густинського монастиря                          | Чернігівська область, Густиня             | Поч. XVIII ст.                 | Збудована І. Мазепою. Однобанний хрещатий трапезний храм. |      |
| Церква Миколи Чудотворця Густинського монастиря                  | Чернігівська область, Густиня             | 1670-ті                        | Надбрамна церква, повністю перебудована в XIX ст. Збереглись лише нижні частини. |      |
| Церква Петра і Павла Густинського монастиря                      | Чернігівська область, Густиня             | 1-ша чв. XVIII ст.             | Надбрамний дев'ятидільний п'ятибанний хрещатий храм. |      |
| Воскресенська церква                                             | Чернігівська область, Седнів              | 1690–1696                      | Хрещатий дев'ятидільний храм з однією масивною банею, зведений полковником Я. Лизогубом. Дзвіниця — XIX ст. |      |
| Борисоглібський собор                                            | Чернігівська область, Чернігів            | 1700–1702                      | Давньоруський храм перебудований коштом І. Мазепи (в 1960-ті рр. йому були повернені форми XII ст.). При реставрації була знищена гранчаста двоповерхова дзвіниця 1670-х рр. |      |
| Церква Катерини                                                  | Чернігівська область, Чернігів            | 1696–1715                      | Хрещатий дев'ятидільний п'ятибанний храм, збудований коштом Ю., С. та Я. Лизогубів. Давній іконостас храму був знищений за радянських часів. |      |
| Чернігівський колегіум з церквою Всіх Святих (Іоанна Богослова)  | Чернігівська область, Чернігів            | Кін. XVII ст., 1700–1702       | Побудований І. Мазепою за участю місцевого вищого духовенства. Це двоповерхові палати, в їх верхньому ярусі розташований домовий храм зі стовпоподібною дзвіницею. Декор будівлі — в дусі наришкінського бароко (є деякі прибудови). |      |
| П'ятницька церква                                                | Чернігівська область, Чернігів            | Кін. XVII ст.                  | В XVII–XVIII ст. тут був монастир. Перебудований храм був дуже зруйнований гітлерівцями в 1943 р. Пізніше П. Барановський реконструював його за гіпотетичними формами XIII ст. |      |
| Іллінська церква Троїцько-Іллінського монастиря                  | Чернігівська область, Чернігів            | Межа XVII–XVIII ст.            | Давньоруський безстовпний однобанний храм перебудований ззовні, над нартексом та апсидою добавлені бані. Пізніше зведена невелика двоярусна дзвіниця. Іконостас храму — 1770-х рр. |      |
| Введенська церква Троїцько-Іллінського монастиря                 | Чернігівська область, Чернігів            | 1677–1679, кін. XVII ст.       | Трапезна двобанна церква з прямокутною вівтарною частиною, зовнішній декор — у стилі московського бароко. Унікальний п'ятиярусний іконостас початку XVIII ст., презентований І. Мазепою |      |
| Троїцький собор Троїцько-Іллінського монастиря                   | Чернігівська область, Чернігів            | 1679–1696                      | Будувався Л. Барановичем, з 1688 р. — головним чином на кошти І. Мазепи, архітектором І. Баптистой Зауером, згодом — російською артіллю на чолі з Й. Старцевим. Це був великий зальний тринавний семибанний храм. В подальшому вигляд собору був спотворений перебудовами, його чотири бічні бані були знесені. В 1980–1990-ті рр. собор реконструювали. Його оздоблення не збереглось, семиярусний іконостас 1695 р. втрачений в радянські часи.                        |      |
| Успенський собор Єлецького монастиря                             | Чернігівська область, Чернігів            | 1670–1680-ті                   | Древній храм перебудували архімандрит Феодосій та І.Галятовський на численні пожертви української старшини та російських аристократів (Лизогуби, князі Барятинські та ін.). Над нартексом додано три бані (до нашого часу збережені дві бічні), ще одна — над вівтарем. В 1689 р. прибудовані паперть та приділи. Окремо розташована стовпоподібна гранчаста соборна дзвіниця збудована в 1670–1675 рр. П'ятиярусний іконостас 1669–1670 рр. був втрачений в 1920-ті рр. |      |
| Церква Петра і Павла Єлецького монастиря                         | Чернігівська область, Чернігів            | 1680-ті                        | Трапезна церква, в результаті перебудови кінця XVIII ст. повністю втратила первісний вигляд. |      |
| Собор Миколи Чудотворця Крупицько-Батуринського монастиря.       | Чернігівська область, Осіч                | Бл. 1680                       | Хрещатий дев'ятидільний п'ятибанний храм, зведений на кошти І. Домонтовича. Знищений в 1930-ті рр. разом із розкішним п'ятиярусним іконостасом початку XVIII ст. |      |
| Благовіщенська церква                                            | Чернігівська область, Березна             | 1778                           | Хрещатий дев'ятидільний однобанний храм. Знищений у радянські часи. |      |
| Троїцький собор                                                  | Чернігівська область, Борзна              | До 1693, 1789                  | П'ятидільний храм з однією масивною банею. Знищений у 1967 р. |      |
| Собор Живоначальної Трійці                                       | Чернігівська область, Батурин             | Друга половина XVII ст.        | П'ятибанний храм. Споруджений коштом гетьмана І.Самойловича. Розбудовувався коштом І. Мазепи. Спалений 13 листопада 1708 року під час подій Батуринської трагедії. Пізніше відбудований у дереві і на іншому місці. Закритий 1787 року. |      |
| Покровська церква                                                | Чернігівська область, Дігтярівка          | Бл. 1708–1710                  | П'ятидільний п'ятибанний храм, близький по композиції та оздобленню до наришкінського стилю. Зведений коштом І. Мазепи. Постраждав під час війни, а вже після неї більша частина церкви розібрана на цеглу. Залишились руїни. |      |
| Спасо-Преображенський (Троїцький) собор Максаківського монастиря | Чернігівська область, Максаки             | 1642–1650-ті                   | Зальний тринавний однобанний (з XVIII ст. — трибанний) храм, з елементами «сарматського стилю». Закладений А. Кисілем. Знищений наприкінці 1940-х рр. |      |
| Введенська церква Максаківського монастиря                       | Чернігівська область, Максаки             | 1690-ті                        | Однобанний трапезний храм. Знищена в 1930-ті рр. |      |
| Собор Миколи Чудотворця Пустинно-Рихловського монастиря          | Чернігівська область, Рихли               | 1754–1760                      | Хрещатий дев'ятидільний п'ятибанний храм, його центральна баня була більше ніж інші. Зведений коштом бригадирів Ф. І. Каченовського та П. Л. Чижевського. Знищений у 1930 р. |      |
| Церква Різдва Іоанна Хрестителя Пустинно-Рихловського монастиря  | Чернігівська область, Рихли               | 1767                           | Надбрамна п'ятидільна трибанна церква, з елементами єлизаветинського бароко. Знищена в 1930-ті рр. |      |
| Церква Миколи Чудотворця Пустинно-Рихловського монастиря         | Чернігівська область, Рихли               | 1757                           | Невеликий тридільний однобанний храм. Зведена на гроші Ф. І. Каченовського та П. Л. Чижевського. Знищена в 1930-ті рр. |      |
| Троїцька церква                                                  | Чернігівська область, Сосниця             | 1702                           | Тридільний трибанний храм з елементами наришкінського стилю. Зведена коштом купця Г. Коренька. Знищена в 1950-ті рр. |      |
| Воскресенська церква                                             | Чернігівська область, Сосниця             | 1756                           | П'ятидільний трибанний храм, оздоблення фасадів — в дусі провінційного бароко. Перебудовувалась. Знищена в 1930-ті рр. |      |
| Покровська церква Ладанського монастиря                          | Чернігівська область, Ладан               | 1763 (освячення)               | Невеликий тридільний трибанний храм. Окремо розташована дзвіниця — XIX ст. За радянських часів спотворений, перебудований під заводське приміщення. Дзвіниця знищена. Планується відновлення у первісних формах. |      |

## Пам'ятки в Росії
| Назва                                                              | Місцерозташування                  | Час спорудження або перебудови | Примітки | Фото |
| ------------------------------------------------------------------ | ---------------------------------- | ------------------------------ | --- | ---- |
| Воскресенський військовий собор                                    | Ростовська область, Старочеркаська | 1706–1719                      | Великий дев'ятидільний дев'ятибанний храм. Двоповерхова паперть та масивна шатрова дзвіниця добудовані в 1725–1730 рр. Оздоблення храму — різних часів, розкішний іконостас — 1749 р.                                                                                     |      |
| Успенський собор                                                   | Волгоградська область, Дубовка     | 1796 (освячення)               | Великий дев'ятидільний дев'ятибанний храм із класицистичною дзвіницею. Утрачений за радянських часів. |      |
| Благовіщенський собор Митрофанівського монастиря                   | Воронезька область, Воронеж        | 1718–1733                      | Великий п'ятидільний п'ятибанний храм, спотворений перебудовою XIX ст. Під час війни собор був дуже пошкоджений, в 1950-ті рр. його розібрали. |      |
| Знаменська церква                                                  | Московська область, Курово         | 1681–1687                      | Трибанний тридільний храм, зведений боярином О.Шеїним. Дзвіниця — XVIII ст. Знищений в 1936 р., загинув і іконостас початку XVIII ст. |      |
| Казанська церква у Вузькому                                        | Москва                             | 1697–1698                      | Хрещатий п'ятибанний храм з декором в дусі наришкінського бароко. Побудований боярином Т. Стрешньовим. В радянські часи загинув тябловий іконостас кінця XVII ст. |      |
| Собор Різдва Христова («Козацький»)                                | Брянська область, Стародуб         | 1677–1678, 1744                | Тридільний трибанний храм. Внутрішнє оздоблення втрачено. |      |
| Спасо-Преображенська церква                                        | Брянська область, Стародуб         | Кін. XVII ст.                  | Тридільний храм із 7 банями, в російсько-українському стилі. Знищений у радянські часи. |      |
| Церква Різдва Іоанна Хрестителя в слободі Гудовка                  | Брянська область, Стародуб         | 1705                           | Тридільний трибанний храм у російсько-українському стилі. Знищений у 1950-ті рр. |      |
| Богоявленська церква                                               | Брянська область, Стародуб         | 1770–1789                      | Кубічний однобанний одноапсидний храм із прибудовами XIX ст. |      |
| Церква Різдва Богородиці                                           | Брянська область, Понуровка        | 1778                           | Споруджена на кошти Є. Д. Миклашевської. Дев'ятидільний однобанний храм з елементами класицизму. |      |
| Церква Різдва Іоанна Хрестителя Успенського Кам'янського монастиря | Брянська область, Забрама          | 1750-ті                        | Однобанний трапезний храм із дзвіницею XIX ст. Знищена у 1940-ті рр., залишились лише руїни дзвіниці. |      |
| Успенський собор Успенського Кам'янського монастиря                | Брянська область, Забрама          | 1776–1779                      | Семидільний однобанний храм із гранчастими бічними компаратиментами. Перебудовувався у XIX ст. До нашого часу дійшов у сильно зруйнованому стані — обвалились склепіння і верхня частина бані, знищена значна частина колись багатого зовнішнього декору. Не відновлений. |      |
| Микольський собор Микольського Каташинського монастиря             | Брянська область, Каташин          | 1699 (освячення)               | Зальний чотирьохстовпний п'ятибанний триабсидний храм, збудований на кошти стародубського полковника М. А. Миклашевського за зразком мазепинських храмів Києва. Знищений у 1960 р., залишились лише підмурки.                                                             |      |
| Церква Василя Великого                                             | Вологодська область, Білозерськ    | 2-га чв. XVIII ст.             | Безстовпний храм оригінальної архітектури. Двухсвітний четверик увінчувався двома банями. Тепла церква при холодному Спасо-Преображенському соборі міста. Знесена за радянської влади.                                                                                    |      |
| Успенський собор Успенського Свіяжського монастиря                 | Татарстан, Свіяжськ                | Сер. XVIII ст.                 | Храм часів Івана Грозного отримав зовнішнє оздоблення в стилі козацького бароко. |      |
| Покровський собор                                                  | Тюменська область, Тобольськ       | Сер. XVIII ст.                 | Хрещатий однобанний трапезний храм. Масивна дзвіниця в стилі класицизму прибудована в 1790-ті рр.. |      |
| Богоявленська церква                                               | Тюменська область, Тобольськ       | 1744 (освячення)               | Цікавий приклад поєднання рис козацького бароко та наришкінської композиції «восьмерик на четверику». Тридільний двоповерховий двобанний храм з шатровою дзвіницею. Втрачений (ймовірно в 1930-ті рр.)                                                                    |      |
| Троїцький собор Тюменського Троїцького монастиря                   | Тюменська область, Тюмень          | 1708–1715                      | Тридільний чотирьохстовпний п'ятибанний храм з пізнішими прибудовами. |      |
| Петропавлівська церква Тюменського Троїцького монастиря            | Тюменська область, Тюмень          | 1726–1755                      | Хрещатий п'ятибанний храм з прибудовами (у тому числі шатровою дзвіницею). |      |
| Церква 40 Мучеників Севастійських Тюменського Троїцького монастиря | Тюменська область, Тюмень          | 1710-ті                        | Невеликий двобанний трапезний храм. Повністю знищений в 1940-ті рр. |      |

Також, у першій половині — середині XVIII ст. багато древніх російських храмів отримали характерне грушоподібне купольне покриття в «українському» стилі[джерело?].

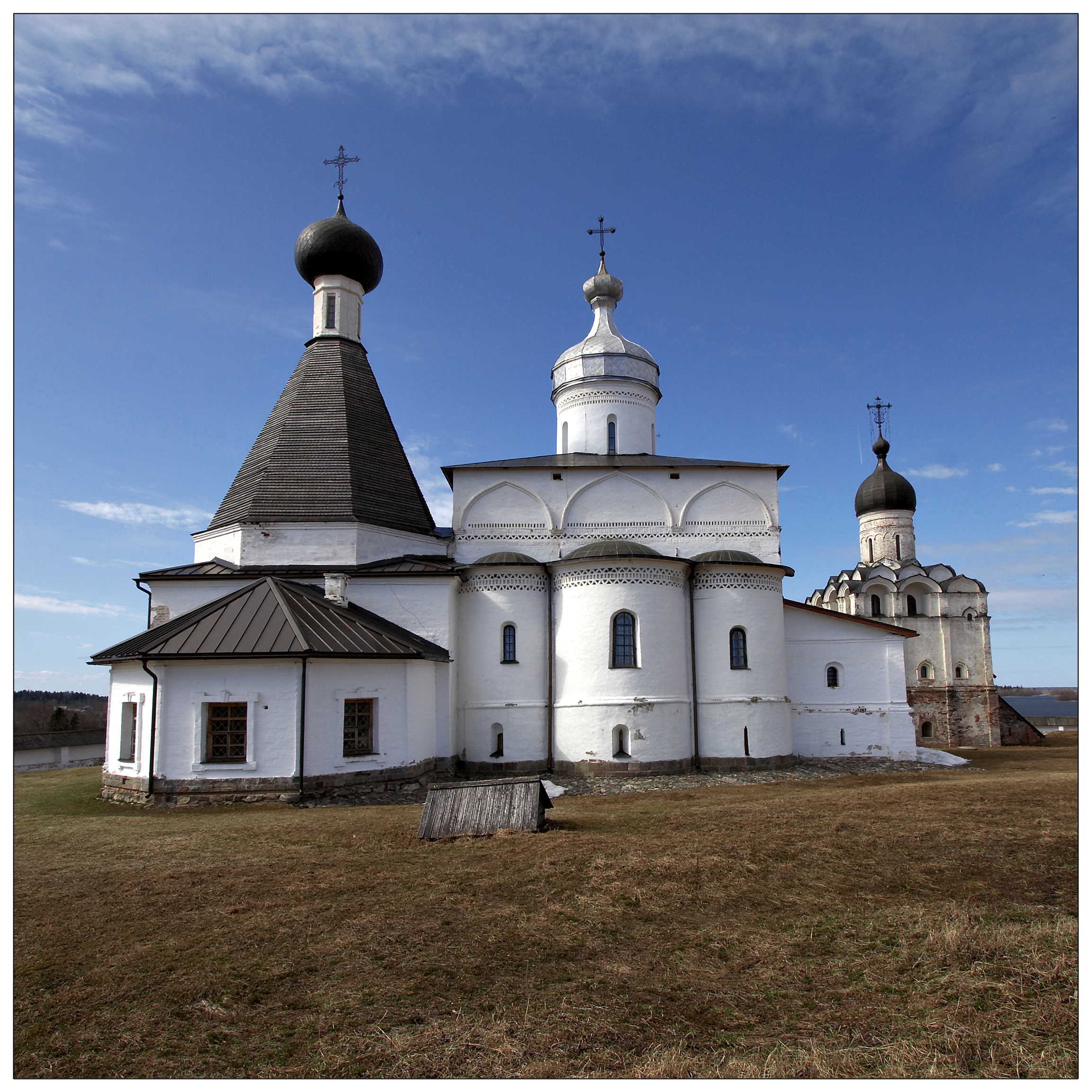
Храми Ферапонтова монастиря.
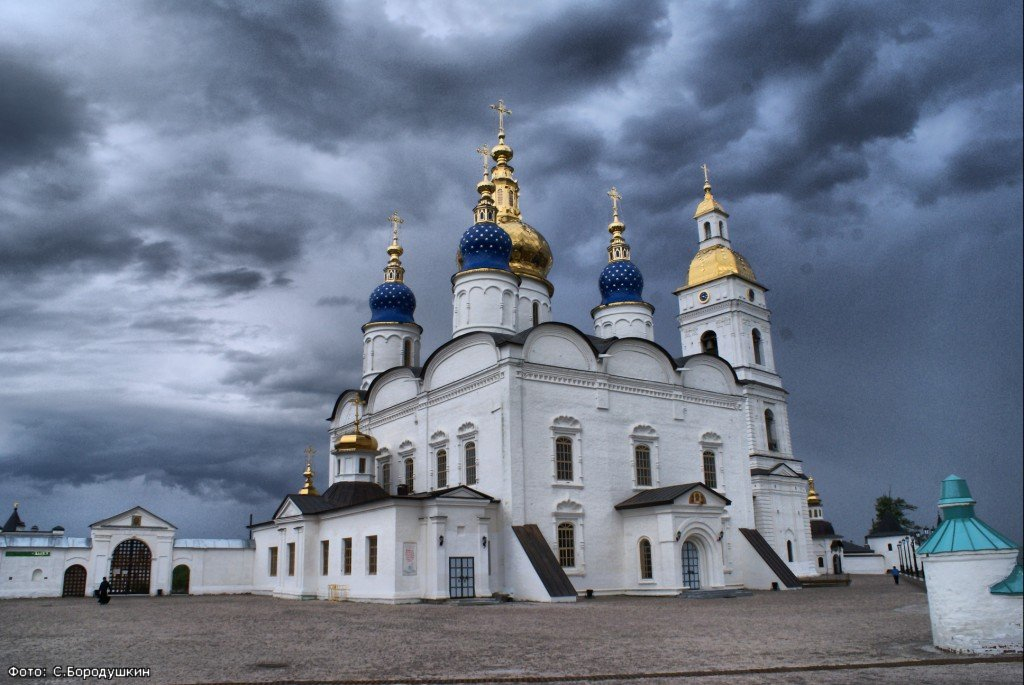
Софійський собор Тобольська.
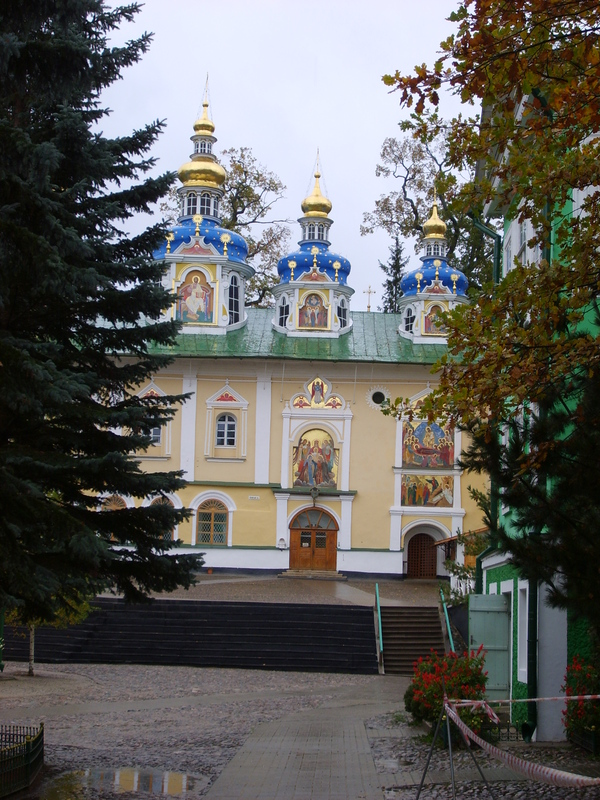
Бані Псково-Печерського монастиря.
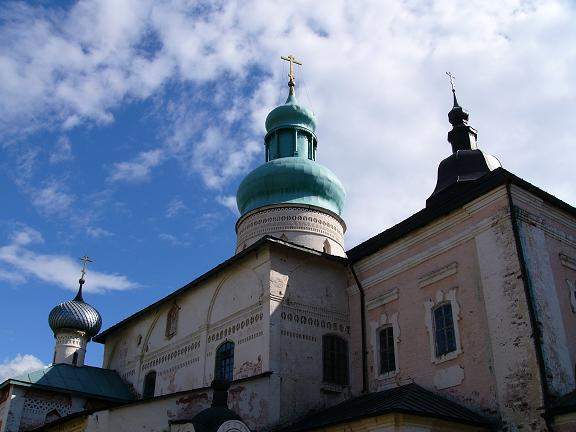
Собор Кирило-Білозерського монастиря.